# Felip Olivellas
Felip Olivellas, Olivelles u Oliveras, (¿Barcelona?, c. 1657 – La Bisbal del Panadés, 12 de agosto de 1702) fue un sacerdote, compositor y maestro de capilla español.

## Vida
Se cree que nació en Barcelona y se sabe que su padre, Francesc Olivellas, era músico profesional. Fue escolán de la Catedral de Barcelona, junto con sus hermanos Esteve y Enric, alumno de Luis Vicente Gargallo; en 1667 obtuvo la cota de grana y en 1672, cambiada la voz, fue despedido y le otorgaron «les rosses», una pequeña beca.
En 1677 obtuvo el cargo de maestro de capilla de la Catedral de Tarragona, posiblemente supliendo al titular, Isidro Escorihuela. Es posible que el hecho de que su maestro, Gargallo, formase parte del jurado.
El 24 de diciembre de 1679 empezó a hacer de maestro de la capilla del Palacio de la Condesa de Barcelona y ocupó la plaza hasta jubilarse –por razones de salud– el 1 de noviembre de 1700. En este período tuvo por discípulos, entre otros, a los hermanos Tomás y Carlos Milans y Godayol.
En 1682 se presentó a la vacante de maestro de capilla de la sede barcelonesa, pero la plaza se la llevó Juan Barter. En 1685 le fue concedido el beneficio de Santa Quiteria de la Catedral de Barcelona, de presentación de los Requesens. Por sus méritos artísticos, en 1688 le ofrecieron la plaza de maestro de capilla de la catedral de Girona, vacante por la muerte del titular, Francisco Soler; cargo que rechazó.
Durante los meses de agosto a octubre de 1699 apareció como maestro de la capilla del Palacio el músico Gabriel Argany, posiblemente como segundo de Olivellas; desde mayo de 1701 hasta 1714 ya estuvo su sucesor, Tomás Milans. Se ha mencionado a Olivellas como maestro de capilla de la iglesia de Santa María del Pino de Barcelona, pero sin fechas.

## Obra
Entre sus obras como compositor hay misas, villancicos, tonos, un Stabat Mater que San José Oriol pidió que le cantaran en sus últimas horas, y otras obras de música sacra . Legó al Palau sus papeles, con gran número de composiciones, y estas últimas pasaron posteriormente a la Biblioteca de Catalunya; otras obras suyas están en el archivo musical de la catedral de Gerona.
- A la flor que nace del alma, tono a 4 voces
- Alerta, centinelas, tono a 3 voces
- Ay, que se anega
- Colores para un retrato, a 4 voces
- Con un cestillo de flores, villancico navideño a dos voces
- Un copo con gusto, villancico a trece voces con acompañamiento de violines
- Hoy el Ave Maria, villancico a 4 voces
- Hoy que juegan las damas, tono a 4 voces
- Misa a 6 voces (conservada en el archivo de la Catedral de Tarrasa)
- Misa (1704), a 9 voces y ministriles (procedente de la Colegiata de Verdú, conservada en la Biblioteca de Cataluña)
- Misa de tiple, al 5º tono (Biblioteca de Cataluña)
- Nadie diga palabra
- O qué dulces finezas, villancico a 13 voces[nota 3]
- Quién será, señoras, tono a 4 voces
- Salve, para seis voces y violines
- Stabat Mater, para voz y arpa
- Vaya de quintillas, villancico a 4 voces
- Zagaleja soy que antaño..., tono a 1 voz